# Grey Daze
Grey Daze es un grupo musical estadounidense de grunge.

## Historia
Grey Daze se formó en 1992 en Phoenix, Arizona. Fue creado por el vocalista Chester Bennington y el baterista Sean Dowdell, que se conocieron por un amigo en común. El grupo estuvo compuesto por el guitarrista Jason Barnes y el bajista Mace Beyers. Inicialmente llamados Sean Dowdell and His Friends?, el grupo publicó un casete con sólo 3 temas, posteriormente se cambiaron el nombre por Grey Daze. Jason abandonó el grupo y Bobby Benish le sustituyó como el nuevo guitarrista principal. 
En 1998, la banda tomó rumbos musicales diferentes al de su comienzo, y existían conflictos entre sus miembros. Chester estaba a disgusto con la banda después de que el resto del grupo intentara tomar crédito de las letras que él y Sean habían escrito. En 1999, Chester tomó parte de "Hybrid Theory", los fundadores de Linkin Park; Sean continuó su carrera como tatuador, y en 1999 formó el grupo Waterface, que ahora ya no existe. Bobby siguió tocando la guitarra, y Mace continuó tocando en diferentes grupos, grabando varios discos.
Se dijo que Waterface era una continuación de Grey Daze, pero no fue así. Waterface es un grupo que Sean creó después de que Grey Daze se disolviera y es el único miembro de Grey Daze que participaba en él.

## Discografía

### Álbumes de estudio
- Wake Me (1991)
- ...No Sun Today (1997)
- Amends (2020)
- The Phoenix (2022)

### EP
- Amends...Stripped (2021)

### Sencillos
- What's in the Eye (2020)
- Sickness (2020)
- Sometimes (2020)
- Soul Song (2020)
- B12 (2020)
- Shouting Out (2021)
- Anything, Anything (2021)